# Aaata
Aaata é um gênero de besouro pertencente à família Buprestidae, contendo a única espécie Aaata finchi. Pode ser encontrada no Baluchistão e é uma das maiores espécies da família Buprestidae, atingindo até sete centímetros de comprimento.